# NGC 5352
NGC 5352 ist eine 13,0 mag helle linsenförmige Radiogalaxie vom Hubble-Typ E-S0 im Sternbild Jagdhunde. Sie wurde am 1. Mai 1785 von Wilhelm Herschel mit einem 18,7-Zoll-Spiegelteleskop entdeckt, der sie dabei mit „F, S, iF“ beschrieb.